# Choristoneura colyma
Choristoneura colyma es una especie de polilla del género Choristoneura, tribu Archipini, subfamilia Tortricinae. Fue descrita científicamente por Razowski en 2006.

## Distribución
Se distribuye por Asia: India.